# Daniel de Leeuw
Daniel Cornelis de Leeuw (Utrecht, 10 september 1747 – Den Haag, 19 juni 1834) was een jurist en politicus ten tijde van de Bataafse Republiek.

## Familie
Daniel de Leeuw werd 13 september 1747 gedoopt in de Domkerk als zoon van Egbert Anthony de Leeuw (1721-1768) en Maria Catharina Wttewaall (1725-1754). Zijn vader was onder meer bewindvoerder van de West-Indische Compagnie en raad en schepen van Utrecht, zijn moeder was lid van de familie Wttewaall en een dochter van oud-burgemeester Hendrik Assuërus Wttewaall. De Leeuw trouwde tweemaal, met Joanna Clasina Jacoba Geltsack van Bakenesse (1747-1773) en na haar overlijden met Johanna Maria van Veldhuysen (1746-1824). Uit het eerste huwelijk werden twee kinderen geboren, onder wie een dochter die trouwde met jhr. mr. Dirk Cornelis Gevers, heer van Endegeest, Kethel en Spaland (1763-1839).

## Loopbaan
De Leeuw studeerde rechten in Utrecht en promoveerde in 1767 op een dissertatie over het huwelijksrecht. Hij werd vervolgens advocaat in Utrecht. Hij werd in 1776 benoemd tot raad van de stad en was enkele maanden schepen. In 1786 werd hem zijn raadslidmaatschap ontnomen, maar na de terugkomst van de Oranjes kon hij een jaar later weer zitting nemen. Omdat hij weigerde de hernieuwde eeuw af te leggen, werd hij definitief uit de raad gezet.
In 1796 was hij lid en voorzitter van de Eerste Nationale Vergadering, vervolgens lid van het Intermediair Wetgevend Lichaam (1798) en het Vertegenwoordigend Lichaam (1798-1801). Van 1801 tot 1805 was hij een van de twaalf leden van het nieuw gevormd Staatsbewind, hij verhuisde in verband met deze functie naar Den Haag.
In 1814 werd De Leeuw lid van de Raad van State in buitengewone dienst, een jaar later werd hij benoemd tot ridder in de Orde van de Nederlandse Leeuw.
Mr. Daniel Cornelis de Leeuw overleed op 86-jarige leeftijd in Den Haag.
- Biografisch Portaal: 30408342
- Digitale Bibliotheek voor de Nederlandse Letteren: leeu060
- International Standard Name Identifier: 0000 0003 9373 2691
- Nederlandse Thesaurus van Auteursnamen: 070107947
- Parlement.com: vg9fgopvtszg
- Virtual International Authority File: 288054345
- WorldCat: E39PBJrGxycmjhBQqc88TDgVG3